# Economía de la salvación

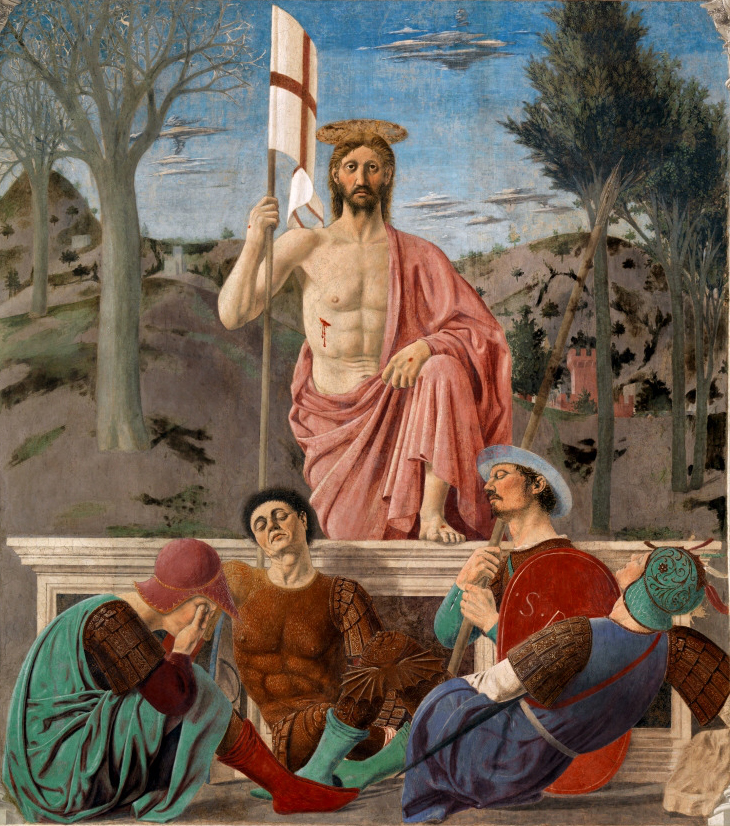
La resurrección de Cristo, por Piero della Francesca (siglo XV).

En la teología cristiana, se entiende por economía de la salvación, también llamada economía del misterio o economía del Verbo encarnado, al plan de Dios dispuesto para la salvación del género humano, y la administración que de los bienes espirituales y de la gracia ha confiado a la Iglesia.